# Gynoplistia (Gynoplistia) williamsi
Gynoplistia (Gynoplistia) williamsi is een tweevleugelige uit de familie steltmuggen (Limoniidae). De soort komt voor in het Australaziatisch gebied.